# McLoughlin Promenade
Die McLoughlin Promenade ist eine Aussichtspromenade am Singer Hill Bluff, auf dem südöstlichen Ufer des Willamette River oberhalb von Oregon City im US-Bundesstaat Oregon. Der Weg wurde in den Jahren 1936–1939 auf dem Land angelegt, das einst den Molala und anderen indigenen Bewohnern gehörte. Er ist benannt nach dem Pionier John McLoughlin, der seinen eigenen Landbesitz zur Verfügung stellte, damit eine städtische Promenade angelegt werden konnte. Entwurf und Durchführung des Projektes war eine gemeinsame Arbeitsbeschaffungsmaßnahme der Regierungen Oregons und der Vereinigten Staaten. Der Weg verläuft etwa 30 m oberhalb von Oregon City. Zu ihm gehören die Grand Staircase und die künstlich angelegten Singer Creek Falls. 1972 wurde durch den örtlichen Kiwanisclub eine Beleuchtung finanziert, und im Jahr 2011 wurde das von Lee Kelly geschaffene Flachrelief Moontrap am Fuß des Wasserfalls vom Rotary Club gesponsert.

## John McLoughlin
Der Kanadier John McLoughlin wurde 1824 im Oregon Country zum Chief Factor des Columbia Districts für die Hudson’s Bay Company, einer gemeinsam von den Briten, den Kanadiern und der Vereinigten Staaten besetzten Region. Der 1957 von der Oregon Legislative Assembly als „Vater Oregons“ anerkannte McLoughlin baute einst Fort Vancouver und war maßgeblich bei der Ankurbelung der Holzfällerindustrie und des Pelzhandels beteiligt. Es wird angenommen, dass McLoughlin etwa 20 Handelsposten gründete.
Singer Hill Bluff wurde ursprünglich durch verschiedene Indianerstämme, überwiegend die Molala bewohnt, die hier einige tausend Jahre vor der Ankunft der europäischen Siedler lebten. McLoughlin verteilte die Stadt Oregon City im Jahr 1842 auf und unterhalb des Kliffs. Nachdem die Vereinigten Staaten und das Vereinigte Königreich von Großbritannien und Irland 1846 mit dem Oregon-Kompromiss den Verlauf der Grenze zwischen Kanada und den Vereinigten Staaten entlang des 49. Breitengrades festlegte, schied McLoughlin bei den Hudson’s Bay Company aus und wählte Oregon City als Ruhesitz. McLoughlin wurde Bürger der Vereinigten Staaten und 1851 Bürgermeister der Stadt. Einen Streifen seines eigenen Landes am Singer Hill Bluff stiftete McLoughlin unter der Voraussetzung, dass hier eine städtische Promenade entstehen sollte. McLoughlin starb 1857.

## Bau und Unterhalt

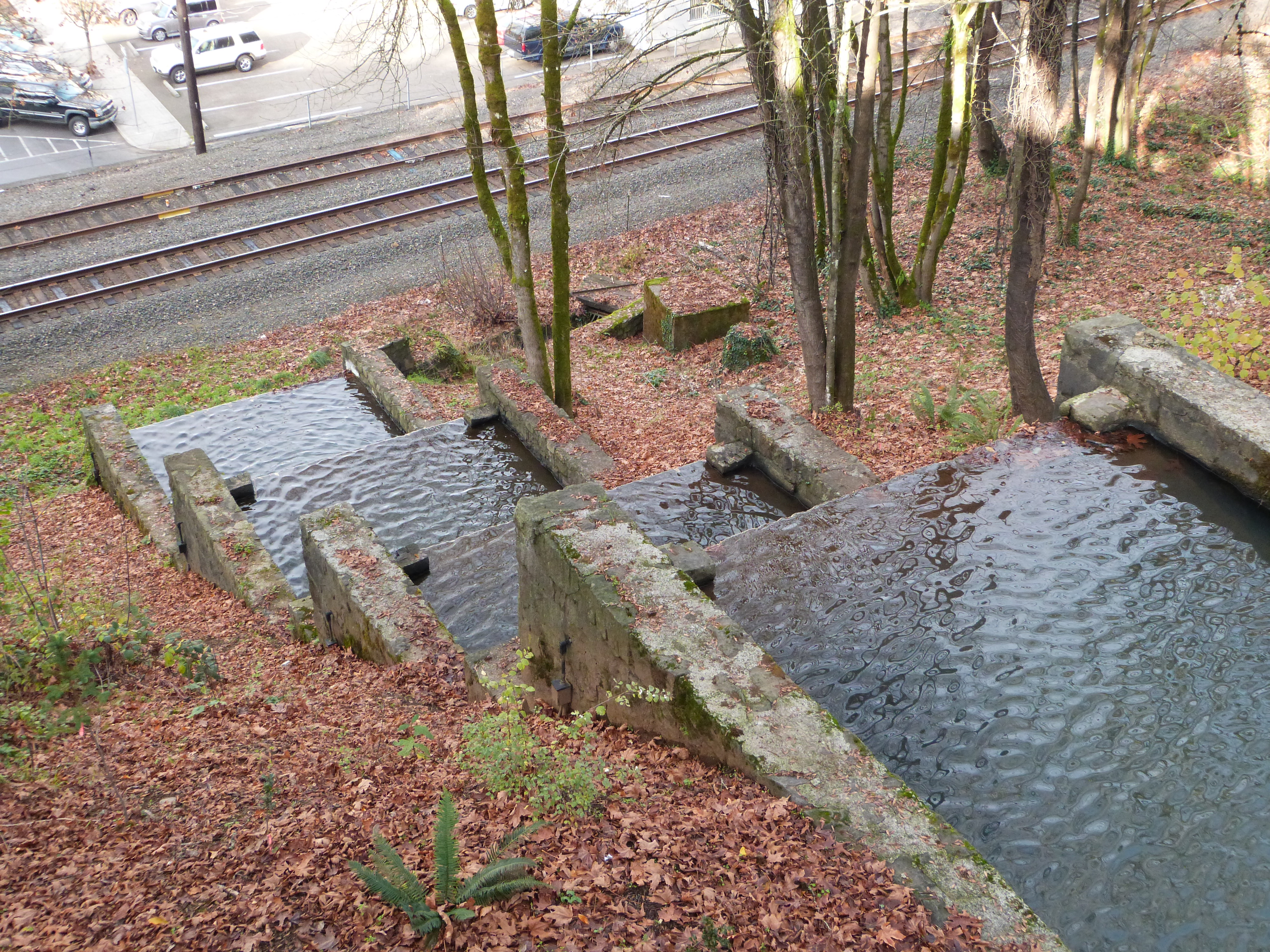
Singer Creek Falls

Die McLoughlin Promenade bedeckt insgesamt 3,2 ha und nutzt die natürliche Geographie am Singer Hill Bluff aus; die Bauten entlang des Weges wurden in den Jahren 1936–1939 im Rahmen der Arbeit der Works Progress Administration (WPA) ausgeführt. Oregons State Emergency Relief Agency (SERA) war dazu vorgesehen, die Arbeitslosen zu unterstützen, und die WPA war während der Amtszeit von Präsident Franklin D. Roosevelt ein Arbeitsbeschaffungsprogramm der US-Bundesregierung, das die Erhaltung historischer Denkmale, die Förderung der Kunst und den Bau oder die Verbesserung von Infrastruktur – etwa die Anlage von Parks – umfasste. Das Projekt der Promenade wurde von SERA als Gemeinschaftsprojekt von SERA und WPA vorgeschlagen.
City Manager John L. Franzen, ein Bauingenieur, der an der Washington State University studiert hatte, überwachte die Umsetzung der WPA-Projekte innerhalb der Stadt. Er hat die Promenade entworfen und geplant. Das herausragende Merkmal der Promenade ist der drei Meter breite und 700 m lange Fußweg, der mit Natur- und Betonsteinen gepflastert ist, mit der Aussicht auf die rund 30 m tiefer liegende Stadt, und der sich zwischen dem Tumwater Drive am südlichen Ende und dem Oregon City Municipal Elevator am nördlichen Ende den Singer Hill Bluff entlangzieht. Zur Stadt hin ist der Weg von einer 420 m langen Mauer aus Basalt und Pfosten unterschiedlicher Höhe gesäumt.
Das nördliche Ende des Fußwegs liegt an der Grand Staircase, einer Treppe, die am Singer Hill Trail angelegt wurde; dieser Pfad wurde einst von den indigenen Völkern benutzt, die von und zum Willamette River unterwegs waren. Etwas weiter unten teilt sich die Treppe in zwei gegensätzliche Richtungen. Der östliche Bereich führt zu einer beleuchteten Fußgängerunterführung, von der zwei Stufen zum McLoughlin House hinaufführen. Auf der westlichen Seite führt die Treppe über den künstlich angelegten Singer Creek, der einen künstlichen Wasserfall speist. Das Wasser fällt über sechs Meter breite Betonstufen das Kliff hinunter zum Fluss. Auf dieser Seite führt die Treppe zu den Bürgersteigen der Stadt und zu dem kommunalen Fahrstuhl.
Als 1955 ein neuer Fahrstuhl errichtet wurde, wurde die Grand Staircase daran angepasst. Der Oregon Citys Kiwanis-Club entfernte 1969 übermäßig gewuchertes Dickicht und installierte 1972 eine Beleuchtung. Zwischen 2004 und 2010 wurde Steine und Beton der Promenade erneuert.
2011 feierte der örtliche Rotary Club seinen 75. Geburtstag und beauftragte den Bildhauer Lee Kelly mit der Schaffung des Flachreliefs Moontrap am Fuße der Singer Creek Falls.
Die McLoughlin Promenade wurde am 15. Mai 2014 in das National Register of Historic Places aufgenommen.

## Galerie

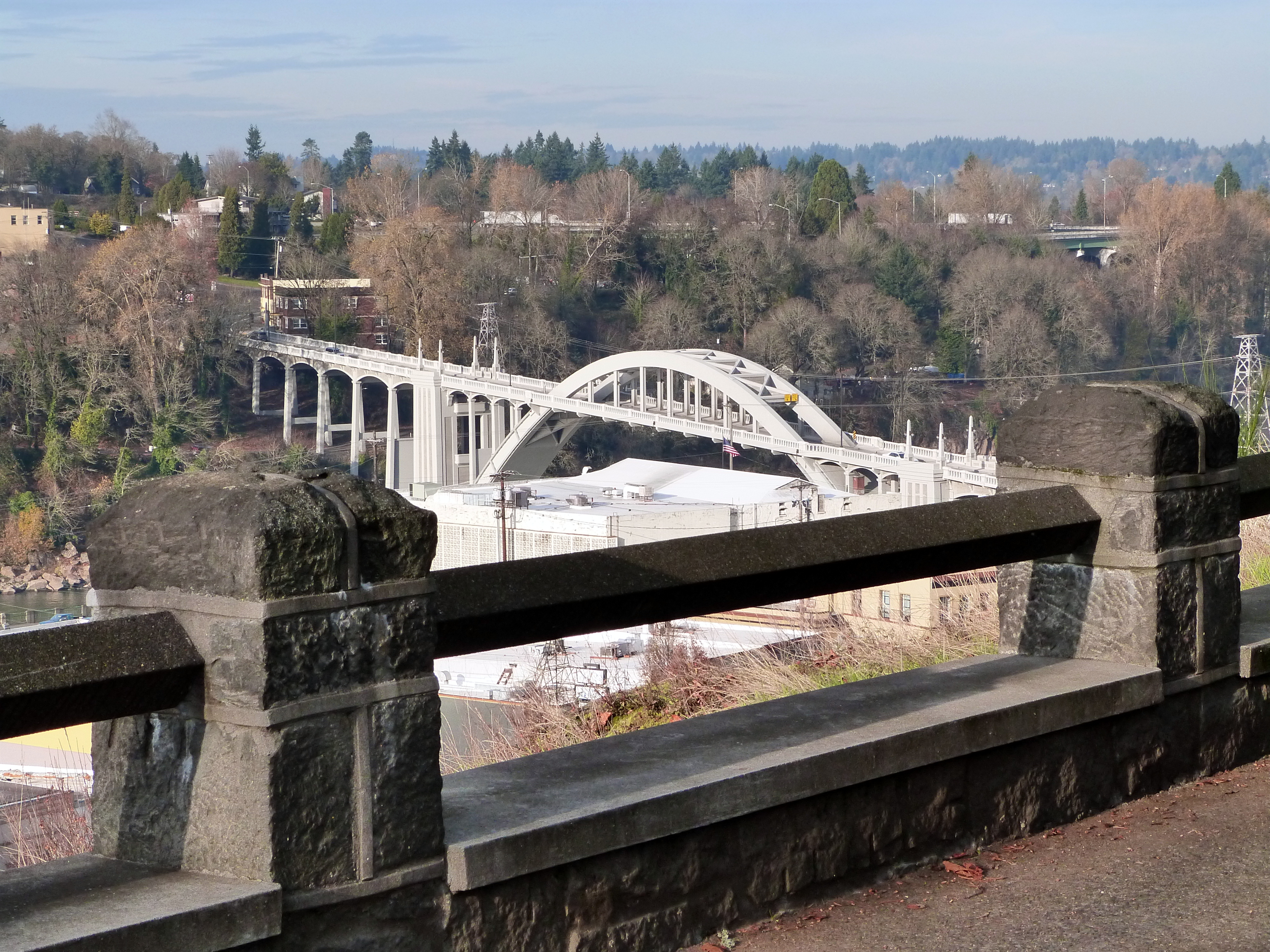
Oberhalb der Oregon City Bridge
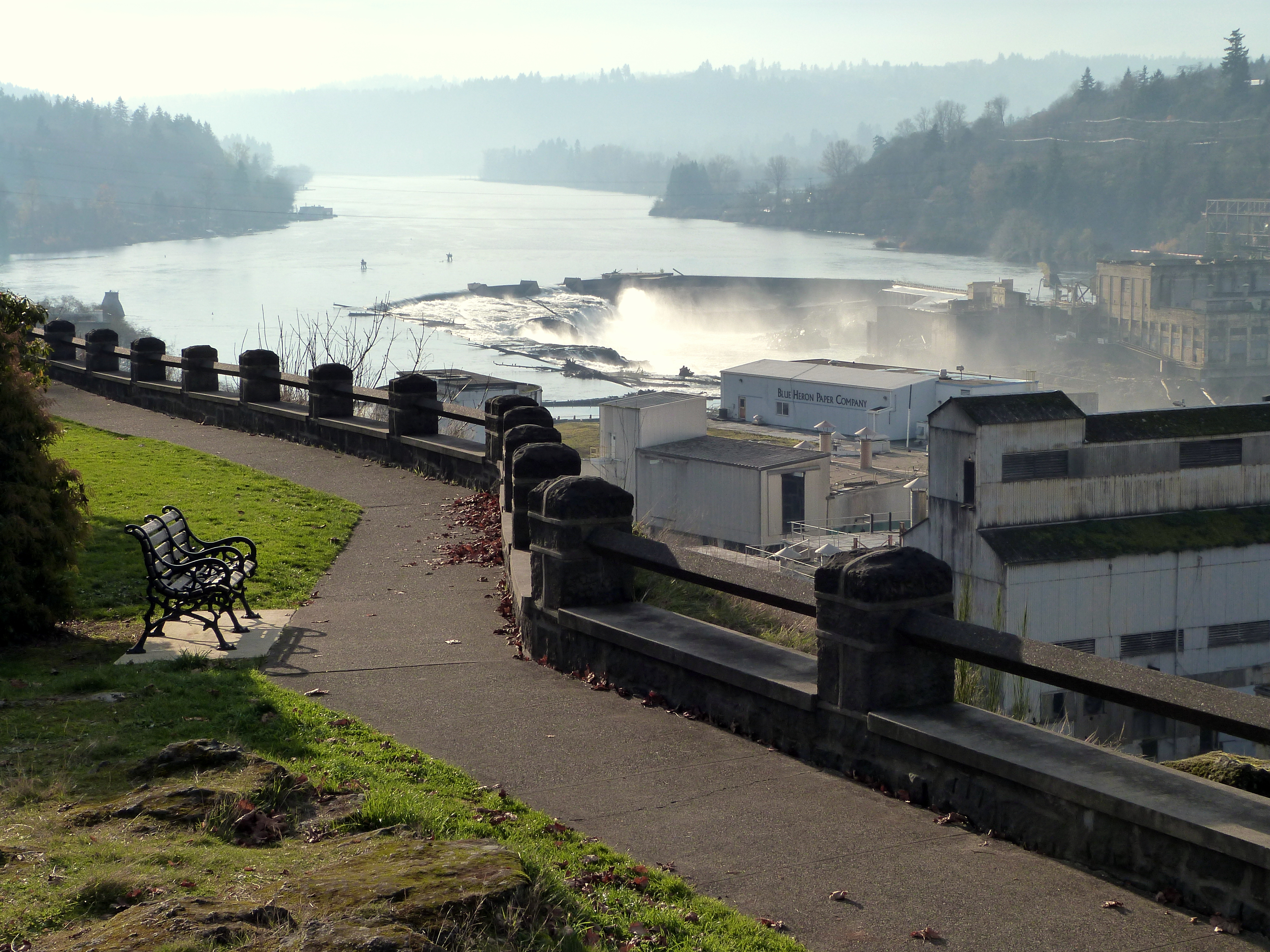
Oberhalb der Willamette Falls
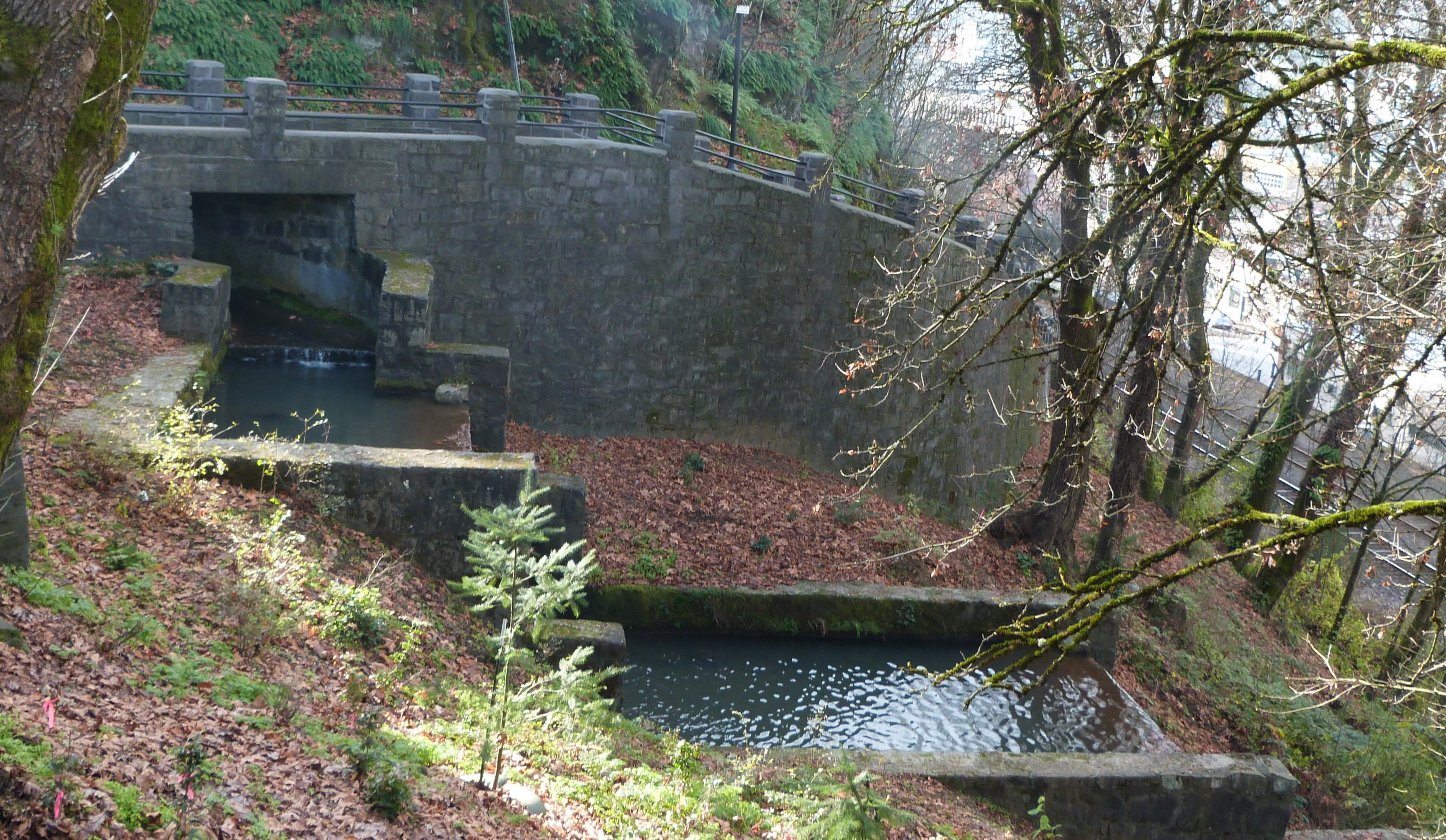
Grand Staircase und Singer Creek Falls
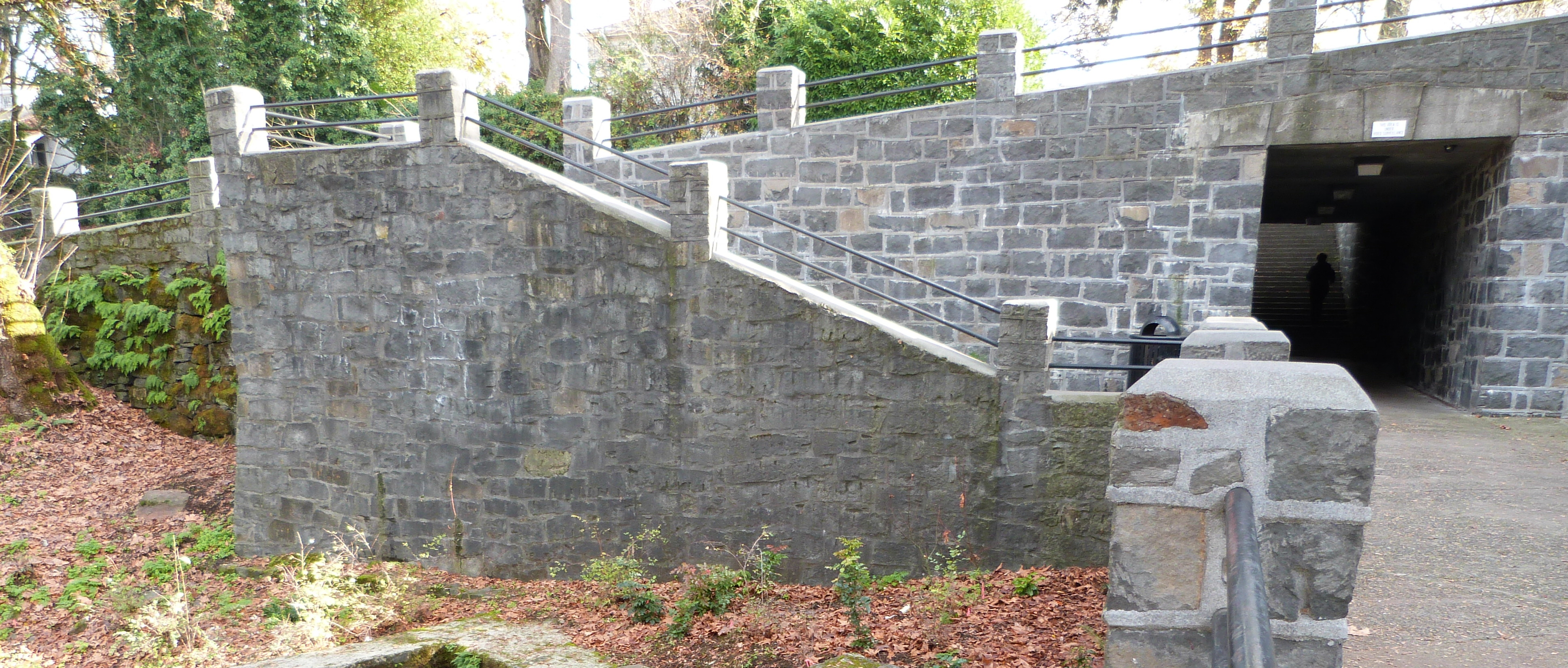
Unterführung der Singer Hill Road

## Belege
1. ↑  National Register Information System. In: National Register of Historic Places. National Park Service, abgerufen am 9. Juli 2010 (englisch).
2. ↑  John McLoughlin Legacy. In: Oregon Secretary of State. Oregon.gov, abgerufen am 22. April 2017.
3. ↑  John McLoughlin. In: Oregon Secretary of State. Oregon.gov, abgerufen am 13. Juni 2017 (englisch).
4. ↑  Chrisanne Beckner: McLoughlin Promenade. 2014, S. 5–6, 12.
5. 1 2  National Register of Historic Places Program – McLoughlin Promenade. nps.gov, abgerufen am 13. Juni 2017 (englisch).
6. ↑  Notable Oregonians: John McLoughlin – Father of Oregon. In: Oregon Blue Book. Oregon Secretary of State, abgerufen am 13. Juni 2017 (englisch).
7. ↑  The Living New Deal. Abgerufen am 13. Juni 2017 (englisch).
8. ↑  Chrisanne Beckner: McLoughlin Promenade. 2014, S. 13, 15.
9. ↑  Stephen A. Stone:  Progress and Changes Keynote of Franzen’s CM Term In: Daily Capital Journal, 11. Juni 1956, S. 1. Abgerufen am 13. Juni 2017 (englisch).
10. ↑  Chrisanne Beckner: McLoughlin Promenade. 2014, S. 13–14.
11. ↑  Chrisanne Beckner: McLoughlin Promenade. 2014, S. 3–6.
12. ↑  McLoughlin Promenade. Abgerufen am 13. Juni 2017 (englisch).
13. ↑  Singer Hill Trail, Oregon City, OR. Waymarking.com, abgerufen am 22. April 2017 (englisch).
14. ↑  Chrisanne Beckner: McLoughlin Promenade. 2014, S. 5–6.
15. ↑  Chrisanne Beckner: McLoughlin Promenade. 2014, S. 7, 15.
16. ↑  Chrisanne Beckner: McLoughlin Promenade. 2014, S. 6–7.
17. ↑  Chrisanne Beckner: McLoughlin Promenade. 2014, S. 16.
18. ↑  Chrisanne Beckner: McLoughlin Promenade. 2014, S. 8.
19. ↑  Chrisanne Beckner: McLoughlin Promenade. 2014, S. 7–8.
20. ↑  Lloyd Purdy:  Internationally-recognized sculptor brings public art to Oregon City In: The Oregonian, 1. November 2011. Abgerufen am 13. Juni 2017 (englisch).

## Verwendete Literatur
- Chrisanne Beckner: McLoughlin Promenade. (PDF; 19,3 MB) National Park Service, 15. Mai 2014, abgerufen am 13. Juni 2017.